# B.L.U.S.H.
Cet article possède un paronyme, voir Blush.
B.L.U.S.H. est un collectif d'artistes féminin de création interdisciplinaire qui a vu le jour à Québec et à Montréal. Leurs performances allient arts visuels et environnement sonore. 
B.L.U.S.H. est composé de deux artistes en arts visuels, Annie Baillargeon et Isabelle Lapierre, et d'une musicienne, Marie-Hélène Blay. Elles invitent régulièrement des artistes extérieurs au collectif pour créer des performances où se rencontrent plusieurs disciplines artistiques (la danse, les arts visuels, la sculpture, ou encore la musique),.

## Origines
En 2009, Marie-Hélène Blay et Isabelle Lapierre se joignent au regroupement Les fermières obsédées, un collectif d'artistes né au début des années 2000 dont Annie Baillargeon est une des membres fondatrices. Entre 2000 et 2014, le collectif a présenté de nombreuses performances au Québec, au Canada, au Pays de Galles, en Irlande du Nord, en Australie, en France et en Pologne. Elles explorent et jouent avec les stéréotypes féminins pour les faire voler en éclats. La dernière performance des Fermières obsédées, qui s'est déroulée en Serbie en 2014, marque la fin de ce collectif et le début de B.L.U.S.H. 

## Féminisme et écologie
En 2015, elles fondent B.L.U.S.H. afin d’explorer de nouvelles avenues esthétiques. C'est au Creative morning en 2015 que la première performance officielle sous le nom de B.L.U.S.H. voit le jour. Leurs œuvres performatives ont été diffusées au Vertical Tempo à Laval et à La Folle Foire lors de l'évènement d’ouverture du Pavillon Pierre-Lassonde du Musée national des Beaux-arts du Québec.
Leurs performances ressemblent à des tableaux vivants, où sont présentées de multiples images symboliques du monde et de son impermanence. Elles revendiquent l'art du détournement, tant au niveau des objets que par le remix sonore. 
Les performances de B.L.U.S.H. prennent la forme de rituels profanes et engagés au cœur desquels évoluent des personnages hybrides qui remettent en question la notion de genre. Par la retranscription corporelle d’un état primitif, ce collectif explore une construction identitaire qui serait sans égards aux institutions et aux conventions, avec une ouverture à l’imprévu et à l’improbable. Leurs performances visuelles et sculpturales évoquent le primitivisme en s'opposant au discours rationaliste, ou encore à la forme maîtrisée de l’art figuratif.

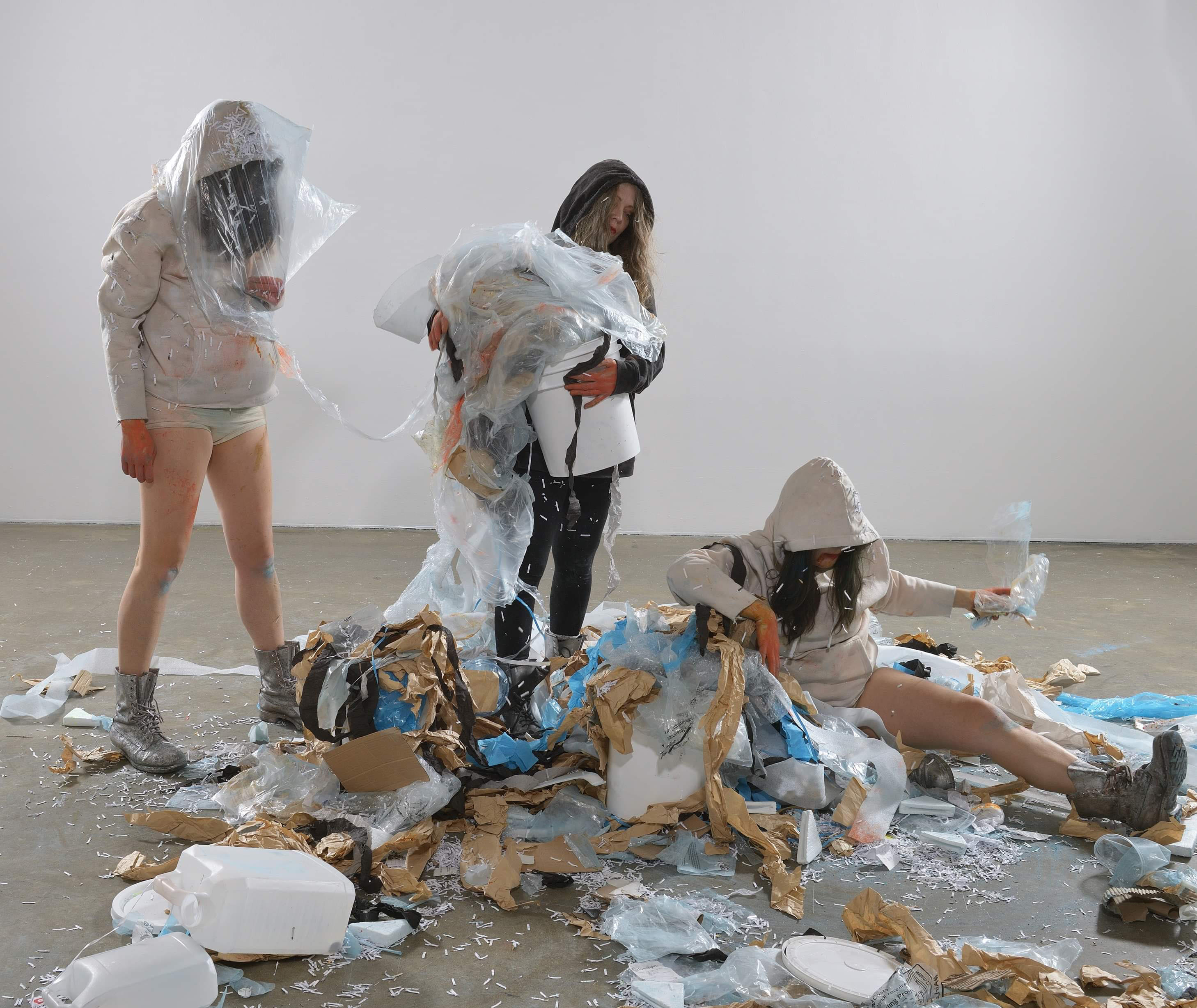
« La litanie des couvre-feux » en résidence à L'Œil de poisson (Québec)

Le collectif féministe avec son côté brut et punk n'en dénonce pas moins les désastres écologiques. Il s'inspire en cela de l'écoféminisme. La performance La litanie des couvre-feux (2019) incorpore des échantillons de voix du commandant Cousteau, l'explorateur français qui dénonçait, dès 1970, la pollution des océans.
Le trio rompt ainsi avec les conventions modernes du temps linéaire et progressif, minimisant le dogme de la croissance pour le réintégrer dans le cycle naturel de l’émergence, de la régression et de la renaissance.
Le collectif s'inscrit dans une avant-garde artistique, dont les membres défendent par leurs actions sur scène et hors scène des idées progressistes telles que le féminisme, l’environnementalisme, la solidarité et l'absence de hiérarchie, se rapprochant ainsi de l'idéologie punk.  